# ترور گراهام
ترور گراهام (انگلیسی: Trevor Graham؛ زادهٔ ۲۰ اوت ۱۹۶۳) ورزشکار دو و میدانی اهل جامائیکا است.